# ميخائيل أوغرادي
ميخائيل أوغرادي (بالإنجليزية: Michael O'Grady)‏ هو لاعب كرة قدم بريطاني في مركز نصف الجناح، ولد في 11 أكتوبر 1942 في ليدز في المملكة المتحدة. شارك مع منتخب إنجلترا لكرة القدم. أما مع النوادي، فقد لعب مع برمنغهام سيتي وليدز يونايتد ونادي روذرهام يونايتد وهدرسفيلد تاون ووولفرهامبتون واندررز.